# Ольшев (Груєцький повіт)
Ольшев (пол. Olszew) — село в Польщі, у гміні Ґощин Груєцького повіту Мазовецького воєводства.
Населення — 154 особи (2011).
У 1975-1998 роках село належало до Радомського воєводства.

## Демографія
Демографічна структура станом на 31 березня 2011 року:
|          | Загалом | Допрацездатний вік | Працездатний вік | Постпрацездатний вік |
| -------- | ------- | ------------------ | ---------------- | -------------------- |
| Чоловіки | 77      | 23                 | 47               | 7                    |
| Жінки    | 77      | 13                 | 42               | 22                   |
| Разом    | 154     | 36                 | 89               | 29                   |